# Igreja do Sagrado Coração (Samara)

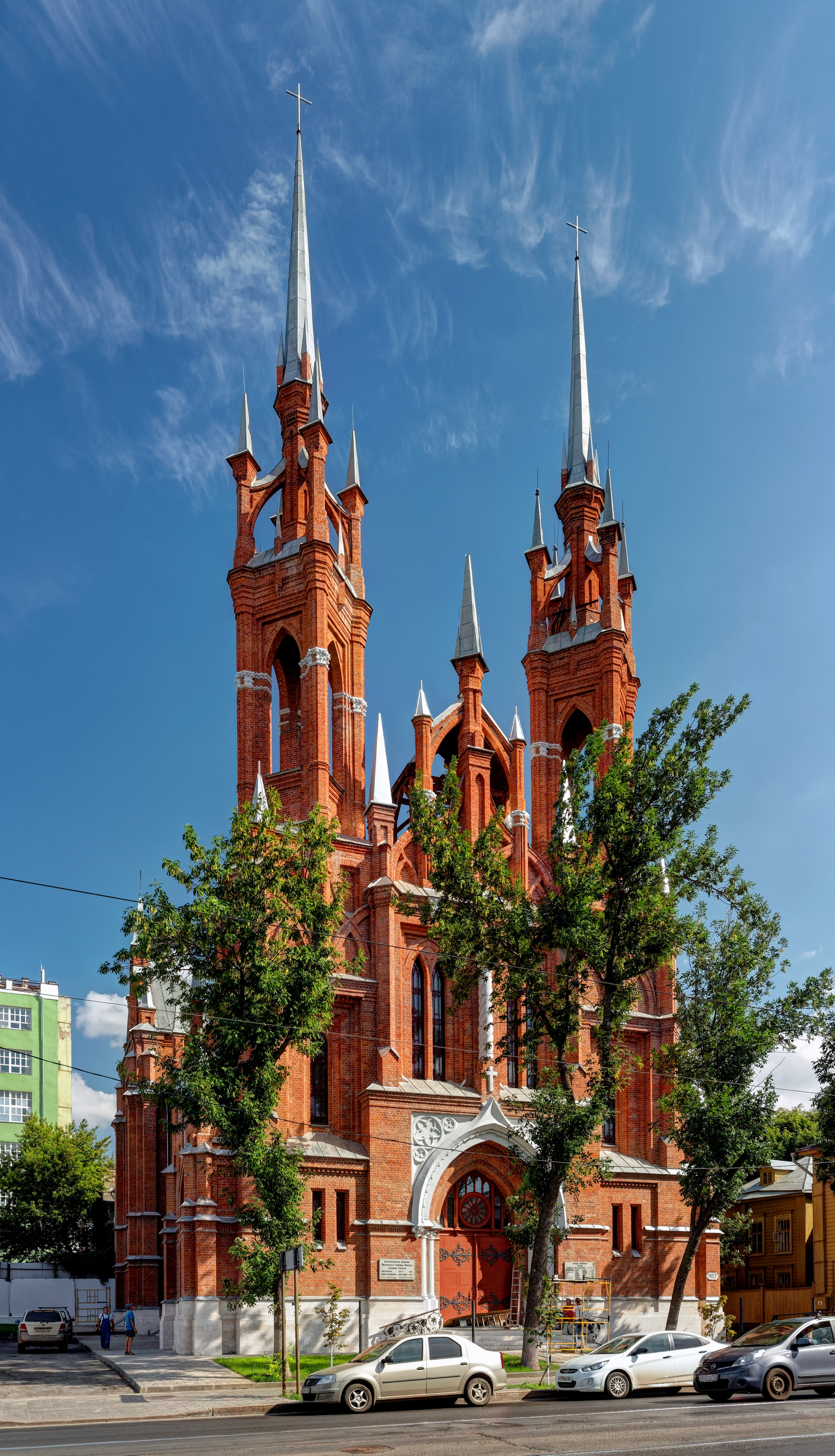

A Igreja do Sagrado Coração  (em russo:  Храм Пресвятого Сердца Иисуса) é uma igreja católica, de estilo neogótico, localizada no centro histórico da cidade de Samara, na Rússia.
Em 1902, decidiu-se expandir e construir uma igreja de estilo neogótico em tijolo vermelho. Com um custo de 80 mil rublos, o projeto foi confiado ao arquiteto polonês Bogdanovich (ou Bohdanowicz), que construiu a Catedral da Imaculada Conceição em Moscou. Sob o patrocínio do Sagrado Coração de Jesus, foi consagrado em fevereiro de 1906. Suas duas torres de 47 m de altura o tornaram por muito tempo o edifício mais alto da cidade.
A paróquia foi dissolvida pelas autoridades soviéticas na década de 1920. Mais tarde, eles fecharam a igreja, e ela foi vandalizada. Em 1941, um museu regional foi instalado lá.

Em 1991, a comunidade católica recuperou a igreja para adoração. 